# Raión de Novosil
El raión de Novosil (ruso: Новоси́льский райо́н) es un distrito administrativo y municipal (raión) ruso perteneciente a la óblast de Oriol. Se ubica en el noreste de la óblast. Su capital es Novosil.
En 2023, el raión tenía una población de 6700 habitantes.
El raión comprende un conjunto de áreas, principalmente rurales, ubicadas entre 50 y 80 km al este de la capital regional Oriol. Por el territorio del raión fluye el río Zusha.

## Subdivisiones
Comprende la ciudad de Novosil (la capital, que forma un ayuntamiento urbano sin pedanías) y 80 localidades rurales, estas últimas agrupadas en los siguientes siete asentamientos rurales:
- Viazhi-Zaverj
- Glubki (con capital en Chulkovo)
- Golún
- Zarechye
- Petushki (con capital en Mijaliovo)
- Bolshiye Prudý
- Jvorostianka